# Kawamura Yu
Yu Kawamura (sinh ngày 1 tháng 12 năm 1980) là một cầu thủ bóng đá người Nhật Bản.

## Sự nghiệp câu lạc bộ
Yu Kawamura đã từng chơi cho Consadole Sapporo, Mito HollyHock và Avispa Fukuoka.